# Storeria
Storeria är ett släkte av ormar. Storeria ingår i familjen snokar.
Arterna är med en längd mindre än 75 cm små ormar. De förekommer från Kanada till Honduras. Dessa ormar vistas i fuktiga landskap. De besöker även trädgårdar, parker och odlingsmark. Födan utgörs av snäckor, insekter och andra ryggradslösa djur. Honor lägger inga ägg utan föder levande ungar.
Arter enligt Catalogue of Life:
- Storeria dekayi
- Storeria hidalgoensis
- Storeria occipitomaculata
- Storeria storerioides

The Reptile Database lister ytterligare en art:
- Storeria victa